# Правосудие Чикаго
«Правосудие Чикаго» (англ. Chicago Justice) — американский телевизионный сериал, который стартовал на NBC в сезоне 2016—2017 годов. В центре сюжета находятся работники прокуратуры города Чикаго, штат Иллинойс. Шоу является спин-оффом сериалов «Пожарные Чикаго» «Полиция Чикаго» и «Медики Чикаго». Встроенный в «Полицию Чикаго» пилотный эпизод был показан 11 мая 2016 года.
22 мая 2017 года NBC закрыл сериал после одного сезона.

## Производство
13 января 2016 года было объявлено, что NBC решил запустить четвёртый сериал в рамках франшизы производства Дика Вульфа «Пожарные Чикаго» «Полиция Чикаго» и «Медики Чикаго» — «Правосудие Чикаго» Пилотный эпизод проекта был показан в рамках третьего сезона «Полиция Чикаго», как двадцать первый эпизод «Justice», транслировавшийся 11 мая 2016 года.

## Актёры и персонажи
- Филип Уинчестер в роли помощника государственного прокурора Питера Стоуна
- Джон Седа в роли главного следователя Антонио Доусона
- Джоэль Картер в роли Помощника главного следователя Лауры Нагел
- Моника Барбаро в роли Помощника государственного прокурора Анны Вальдес
- Карл Уэзерс в роли Государственного прокурора Марка Джеффриса

## Отзывы критиков
На основании 9-ти отзывов Metacritic выставил телесериалу оценку в 57 баллов.

## Эпизоды
| №  | Название                | Режиссёр             | Автор сценария                                                          | Дата премьеры  | Зрители в США (млн) |
| -- | ----------------------- | -------------------- | ----------------------------------------------------------------------- | -------------- | ------------------- |
| 1  | «Fake»                  | Дональд Петри        | Майкл С. Черначин                                                       | 1 марта 2017   | 8.73                |
| 2  | «Uncertainty Principle» | Норберто Барба       | Уильям Н. Фордс                                                         | 5 марта 2017   | 7.21                |
| 3  | «See Something»         | Фред Бернер          | История:: Дик Вульф и Майкл С. Черначин Телесценарий: Майкл С. Черначин | 7 марта 2017   | 6.07                |
| 4  | «Judge Not»             | Элоди Кин            | Эйприл Фицсиммонс                                                       | 12 марта 2017  | 6.42                |
| 5  | «Friendly Fire»         | Стивен Крагг         | Ричард Суэрен и Эйприл Фицсиммонс                                       | 19 марта 2017  | 5.74                |
| 6  | «Dead Meat»             | Эрик Ла Саль         | Лоуренс Каплоу                                                          | 26 марта 2017  | 5.84                |
| 7  | «Double Helix»          | Дональд Петри        | Элизабет Рейнхарт                                                       | 2 апреля 2017  | 5.91                |
| 8  | «Lily's Law»            | Дональд Петри        | Эллисон Интриери                                                        | 9 апреля 2017  | 5.53                |
| 9  | «Comma»                 | Алекс Закрзьюски     | Майкл С. Черначин и Эллисон Интриери                                    | 16 апреля 2017 | 4.93                |
| 10 | «Drill»                 | Винсент Мисиано      | Ричард Суэрен                                                           | 23 апреля 2017 | 5.63                |
| 11 | «AQD»                   | Виктор Нелли-младший | Лоуренс Каплоу и Элизабет Рейнхарт                                      | 30 апреля 2017 | 6.15                |
| 12 | «Fool Me Twice»         | Марта Митчелл        | Билл Чаис и Уильям Н. Фордс                                             | 7 мая 2017     | 5.35                |
| 13 | «Tycoon»                | Фред Бернер          | Билл Чаис                                                               | 14 мая 2017    | 5.73                |